# دهان‌بی‌دفاع‌سوسمار
دهان‌بی‌دفاع‌سوسمار (نام علمی: Stomatosuchus inermis) نام یک گونه از رده خزندگان است.